# Oswald Hirmer
Oswald Georg Hirmer (* 28. Februar 1930 in Amberg; † 5. März 2011 in Durban) war ein deutscher Geistlicher, Missionar und römisch-katholischer Bischof von Umtata.

## Leben
Oswald Hirmer studierte nach seinem Abitur an der Amberger Oberrealschule am Regensburger Priesterseminar Theologie und Philosophie. Er empfing am 29. Juni 1955 die Priesterweihe für das Bistum Regensburg und war zwei Jahre als Kaplan in Ruhmannsfelden tätig. Zunächst gegen den Widerstand des damaligen Regensburger Bischofs Michael Buchberger entschieden sich schon 1953 Oswald Hirmer, Hubert Bucher und Fritz Lobinger als Seminaristen im Priesterseminar Regensburg für eine Tätigkeit in der Mission. Die Vermittlung von Joseph Nachtmann (von 1952 bis 1956 Sekretär von missio in München, anschließend Direktor der Liga-Bank in Regensburg) konnte die Hindernisse beseitigen. So ging Fritz Lobinger im Jahr 1956, Oswald Hirmer ein Jahr später und 1958 Hubert Bucher nach Südafrika. Hirmer war zunächst in Aliwal tätig, später in Georgetown in Südafrika.
Ab 1969 engagierte er sich zusammen mit Fritz Lobinger für das in der Nähe von Johannesburg gelegenen Lumko Missiological Institute, dem zur Umsetzung des Zweiten Vatikanums geschaffenen Pastoralinstitut der Bischofskonferenzen für das südliche Afrika. Hier trugen Fritz Lobinger und Oswald Hirmer maßgeblich zur Entwicklung des Pastoralmodells der Kleinen Christlichen Gemeinschaften bei. Zum Konzept der Kleinen Christlichen Gemeinschaften gehört auch das Modell des Bibel-Teilens, einer Methode des gemeinsamen Bibelstudiums mit Auswirkungen auf die liturgischen Dienste, die Katechese, auf soziale Projekte und Nachbarschaftshilfe einer Ortsgemeinde.
In Deutschland absolvierte er ein Promotionsstudium und wurde 1972 an der Westfälischen Wilhelms-Universität Münster mit einer Arbeit über die Funktion des Laien in der katholischen Xhosa-Gemeinde zum Dr. theol. promoviert und war anschließend Dozent am Institut für Missionswissenschaften in Georgetown. 1972 wurde Hirmer zum Rektor des Zingisa Minor Seminary in Umtata ernannt.
Hirmer war von 1992 bis 1996 zusammen mit der Föderation der Asiatischen Bischofskonferenzen für eine Adaption des LUMKO-Programms auf die asiatische Situation verantwortlich und passte das von ihm und Lobinger entwickelte afrikanische Modell für den Aufbau kirchlicher Basisgemeinschaften auf asiatische Verhältnisse an.
Papst Johannes Paul II. ernannte ihn am 21. April 1997 zum Bischof von Umtata mit Sitz in Mthatha (ehem. Umtata) im ehemaligen südafrikanischen Homeland Transkei. Die Bischofsweihe spendete ihm Wilfrid Fox Napier OFM, Erzbischof von Durban, am 28. Juni 1997 in Mthatha; Mitkonsekratoren waren sein Amtsvorgänger im Bistum Umtata, Bischof Andrew Zolile T. Brook, und Fritz Lobinger, Bischof von Aliwal. Sein bischöfliches Motto war „Ich bin mit euch“.
2004 wurde er zum Administrator des Bistums Aliwal bestellt, beauftragte aber den emeritierten Fritz Lobinger, das Bistum „in seinem Namen weiterzuführen“.
Seinem altersbedingten Rücktrittsgesuch wurde am 8. Februar 2008 durch Papst Benedikt XVI. stattgegeben. Zuletzt lebte er, wie auch Fritz Lobinger und Hubert Bucher, in einem Altersheim für Geistliche in Mariannhill bei Durban, dem Sitz der Mariannhiller Missionare.

## Schriften
- People of God. Geoffrey Chapman 1969, ISBN 978-0-225-48888-3, zusammen mit Paul Nadal, Fritz Lobinger, Theodula Muller, Johannes Gruger, Ino Zimmermann, Paul Zimmermann
- Die Funktion des Laien in der katholischen Gemeinde: Untersuchungen in der afrikanischen Mission unter Beruecksichtigung entsprechender Erfahrungen nicht-katholischer Gemeinden im Xhosagebiet der Republik Suedafrika. Vier-Türme-Verlag 1973, ISBN 978-3-878-68052-9 (Dissertationsschrift)
- The training of hymn-leaders. Lumko Missiological Institute 1976
- The pastoral use of the Bible: Gospel sharing methods. Lumko Missiological Institute 1971, zusammen mit Lawrence Yombwe
- Marx, money, Christ: an illustrated introduction into capitalism, Marxism, and African socialism, examined in the light of the Gospel. Mambo Press 1982, ISBN 978-0-869-22196-9
- The Sunday reader's lectionary: for lay ministers. Collins 1986, ISBN 978-0-005-99921-9, zusammen mit Fritz Lobinger
- Alternative ways of being Church in the Asia of the 1990s. Federation of Asian Bishop’s Conferences 1990
- Our journey together: a guide for the Christian community to accompany adult catechumens on their journey of faith. Singapore Pastoral Institute 1993, ISBN 978-9-810-04209-7, zusammen mit Wendy Louis, Josephine Leow, Doris Woon (Herausgeber)
- Godś children: Teachers guide book 1. Band 2, Heinemann 1995, zusammen mit Dina Cormick, Theodula A. Müller
- Bekannte Texte neu erleben, missio 1998
- Gemeinschaft im Wort: Werkbuch zum Bibel-Teilen. Bernward bei Don Bosco 1999, ISBN 978-3-769-81116-2, zusammen mit Georg Steins
- About funerals: a big show, or what?. Paulines Publ. Africa 2001, ISBN 978-9-966-21616-8
- About fear, witchcraft and Christian healing. Paulines Publ. Africa 2001, ISBN 978-9-966-21615-1
- About the killer called AIDS. Paulines Publ. Africa 2001, ISBN 978-9-966-21614-4
- Our Joy In Being Catholic - Our Catholic Customs And Beliefs. Oswald Hirmer and Diocesan Animation Team (DAT) of the Diocese of Mthatha South Africa, Mariannhill Mission Press 2007, Reprinted 2009, ISBN 978-0-620-37870-3